# Миодраг Јоксимовић
Миодраг Јоксимовић (Врање, 1897 — Мостар, 1940) био је грађевински инжењер, пројектант, конструктор и надзорник трасирања, изградње и одржавања железничких пруга, мостова и других објеката по цијелој Краљевини. Био је запослен у Министарству грађевине Краљевине Југославије, а од 1935. г. у Министрству Железница Краљевине Југославије.

## Биографија
Инг . Миодраг Вучков Јоксимовић се родио у Врању 22.11.1897. године (односно 10.11.1897. по старом календару) од мајке Данице- учитељице и Вучка - професора математике као најстарији од четворо дјеце. (Милице, Светолика и Петара). Вријеме када је стасавао било је вријеме српских ратова за ослобођење од разних завојевача. (Турска, Бугарска, Аустроугарска 1912 -1918). Страхоте ових ратова је и непосредно искусио. Када су му оца Вучка, професора на Другој београдској и врањској гимназији, официра војске Краљевине Србије, болесног убили и обезглавили јер није хтио да узме презиме Јоксимов нити да ОЧЕ НАШ изговори на бугарском, у одмазди за очеву „непослушност“ одведен је у концентрациони логор у Бугарској гдје је остао три године.
Био је резервни официр као и отац и оба брата.
Умро је млад у 43 години живота, 21. маја 1940. године у Мостару на мјесту шефа железничке секције у Мостару, од посљедица тортуре у концентрционом логору у Бугарској. Омиљен, нарочито међу радницима али цијелој мостарској чаршији, испраћен је огромном масом људи који су воз за Београд километрима пратили пјешице пругом. Сахрањен је на Новом гробљу у Београду 24. маја 1940. године.
Инг Миодраг Јоксимовић је уврштен у Знамените личности Србије сахрањене на Новом Гробљу у Београду.

## Радна биографија
Од 1928. године био је запослен у Министарству грађевина Краљевине Југославије, а од 28.1.1935. г. у Министарству железница- секција за саобраћај са статусом“ вишег пристава VII групе“.

### Први пјешачки прелаз у Београду и Краљевини Југославији - Занимљивост
Био је вођа стручне комисије која је у Београду, у Кнез Михајловој улици између кафане „Руски цар“ и трговине “Васић и Јоцић“, поставила први пјешачки прелаз у престоници и тако се укључила међу „Светске метрополе“.

### Пруга Рашка, Рожаје Н. Пазар
Један је од конструктора пруге Рашка, Рожаје Нови Пазар.

### Позориште „Мањеж“- „Југословенско драмско позориште“ у Београду
При Министарству грађевине Краљевине Југославије био је надзорни орган при изградњи позоришта Мањеж на Врачару у Београду. Грађевински модификовано и рестаурирано то је данашње „Југословенско драмско позориште“.

### Мост на Тамишу
Један је од конструктора моста на Тамишу.

### Стари Панчевачки мост на Дунаву
Учествовао је у конструкцији старог Панчевачког моста на Дунаву заједно са сименсовим стручњацима и конструкторима.

### Пруга Панчево - Београд
Инг. Миодраг Јоксимовић учествује у стручном тиму у трасирању и изградњи пруге Боград-Панчево.

### Пруга Вараждин - Копривница
Био је надзорни орган при трасирању и изградњи пруге Вараждин – Копривница.

### Јадранска пруга
Инг. Миодраг Јоксимовић био је надзорни инжењер при трасирању „Јадранске пруге“ као што је учествовао у изградњи још много других објеката у цијелој Краљевини! 

### Предавања и едукација по Краљевини
Инжењер Миодраг Јоксимовић је често држао предавања о железничком саобраћају по цијелој Краљевини Југославији. Предавања су била у сврху еудковања и стицања кутуре у овој дјелатности.